# خلاصة التواريخ
خلاصة التواريخ هو سجل باللغة الفارسية كتبه سوجان راي بهانداري [الإنجليزية] في سلطنة مغول الهند في الهند الحالية. يتناول تاريخ هندُستان (شبه القارة الهندية الشمالية)، ويحتوي أيضًا على تفاصيل حول سلطنة مغول الهند المعاصرة. أتم سوجان راي الكتاب في عام 1695م، في عهد أورنجزيب. وقد أضيفت لاحقاً إشارة إلى وفاة أورنجزيب إلى النسخة الأصلية بواسطة أحد النساخ.

## التأليف والتاريخ
لم يُذكر اسم المؤلف في أي مكان في الكتاب الفعلي، لكن ملاحظات النساخ في العديد من المخطوطات تذكره باسم سوجان راي. وقد أضافت بعض المخطوطات اسم بهانداري أو باتالفي إلى اسمه. يُضاف أيضًا لقب "منشئ" إلى اسمه. أحد هذه المخطوطات تُطلق عليه لقب "منشئ مونشيس".
كان راي خاتري [الإنجليزية] هندوسيًا من باتالا [الإنجليزية]. عندما كان شابًا، كان يعمل سكرتيرًا لبعض النبلاء. كان يعرف اللغات الهندية والفارسية والسنسكريتية.
انتهى الكاتب من خلاصة التواريخ في السنة الأربعين من حكم أورنجزيب، الموافقة 1695 م. تحتوي معظم المخطوطات على سرد موجز لوفاة أورنجزيب في النهاية، مكتوبةً بشكل مفاجئ في عدد قليل من الأسطر. يُعتقد أن هذا القسم عبارة عن إضافة في نسخة مبكرة بواسطة أحد الناسخين وتم تكراره في النسخ اللاحقة.

## المحتويات

### المقدمة
يحتوي الكتاب على مقدمة طويلة تحتوي على قائمة تضم 27 عملًا تاريخيًّا فارسيًّا وسنسكريتيًّا تُستخدم كمراجع:
الترجمات الفارسية للأعمال السنسكريتية
1. رزمنامة، ترجمة ماهابهاراتا لعبد القادر البدايوني والشيخ محمد سلطان ثانيساري؛ بتكليف من أكبر
2. ترجمة رامايانا ؛ بتكليف من أكبر
3. ترجمة هريفامسا، ترجمة مولانا التبريزي، بتكليف من أكبر
4. جوج باشيشت ، ترجمة يوجا فاسيستا [الإنجليزية] للشيخ أحمد؛ بتكليف من دارا شيكوه
5. كتاب بهاجوات
6. جولافشان ، ترجمة سينجاسان باتيسي [الإنجليزية]
7. ترجمة راجافالي بيدهادار لنيباهورام
8. ترجمة راجاتارانجيني [الإنجليزية] للبانديت راغو ناث [الإنجليزية] لمولانا عماد الدين

النصوص باللغة الفارسية
1. تاريخ محمود الغزنوي بقلم مولانا أونسوري؛ عن محمود الغزنوي
2. تاريخ السلطان شهاب الدين جوري ؛ عن محمد الغور
3. تاريخ السلطان علاء الدين خالجي؛ عن علاء الدين خالجي
4. تاريخ فيروزشاهي لمولانا عز الدين خالد خاني؛ عن فيروز شاه طغلق
5. تاريخ أفاغينا لحسين خان أفغان
6. ظفر نعمة بقلم شرف الدين علي يزدي ؛ عن تيمور
7. تيمور نامه بقلم هاتفي؛ عن تيمور
8. أكبر نعمة لأبو الفضل؛ عن أكبر
9. تاريخ أكبر شاهي بقلم عطا بك قزويني ؛ عن أكبر
10. أكبر نعمة للشيخ إلهاد منشي مرتضى خاني؛ عن أكبر
11. طبقات أكبري بقلم نظام الدين أحمد باكشي؛ عن أكبر
12. إقبال نامه
13. جهانجير نامه ؛ عن جهانجير
14. تاريخ شاه جهان بقلم واريس خان، وصححه سعد الله خان؛ عن شاه جاهان
15. تاريخ الامجيري لمير محمد كاظم؛ عن أورنجزيب
16. تاريخ بهادور شاهي ؛ حول بهادور شاه من ولاية غوجارات [الإنجليزية]

أعمال أخرى
1. بادمافات
2. تاريخ البابوري ; عن بابور ; ترجمه من التركي الجغتائي ميرزا عبد الرحيم خان خنان
3. تاريخ كشمير ، ترجمة من اللغة الكشميرية لمولانا شاه محمد شهابادي

### جغرافية الهند في عهد أورنجزيب
وصف الهندوستان في الكتاب:
- الناس وعاداتهم
- النباتات والحيوانات
- جغرافية مقاطعات إمبراطورية المغول
  - المدن والأنهار الرئيسية
  - الحرف اليدوية والمنتجات الأخرى
  - أماكن ومباني مثيرة للاهتمام
  - التقسيمات الفرعية (السلطانات والمحلات)، بما في ذلك الإيرادات

يتناول الكتاب المقاطعات التالية:
1. أكبر آباد (أغرا)
2. الله أباد
3. عوض
4. بيهار
5. بنغال صباح
6. أوريسا، الهند
7. أورانجاباد، ماهاراشترا
8. برار صباح
9. خندش
10. ملوى صباح
11. اجمر
12. أحمد أباد (جوجارات)
13. ثاتا
14. ملتان
15. لاهور
16. كشمير
17. كابول

إن أوصاف العديد من المقاطعات، وخاصة تلك البعيدة عن منطقة البنجاب الأصلية للمؤلف، مستعارة من كتاب عين أكبري. يقدم الكتاب وصفًا تفصيليًا وأصليًا للبنجاب، وخاصةً منطقة لاهور وسركار باتالا.

### الملوك الهندوس في الهند
يقدم هذا الجزء وصفًا لحكام الهند قبل الإسلام، وخاصة دلهي. ويغطي الملوك من زمن الحاكم الأسطوري باندافا يوديشثيرا [الإنجليزية] إلى راي بيثورا ( بريثفيراج تشوهان ). ويتضمن الكتاب قائمة بأسماء الحكام، وفترة حكمهم، وسردًا مختصرًا عنهم. هذا القسم يحتوي على أساطير أكثر من التاريخ.

### ملوك الهند المسلمين
يقدم هذا الجزء تفاصيل عن الحكام المسلمين، من ناصر الدين سبكتكين إلى أورنجزيب. تم اقتباس جزء كبير من هذا الجزء من أعمال أخرى مذكورة في المقدمة. تتضمن المعلومات الفريدة في كتاب خلاصة التواريخ سردًا للصراع بين أورنجزيب وإخوته.

### وفاة أورنجزيب
تحتوي بعض النسخ على ملحق حول وفاة أورنجزيب، تم إدراجه بواسطة أحد الناسخين. يذكر هذا الجزء أن أورنجزيب توفي في أحمد نكر، في ديكان. وكان تاريخ وفاته يوم الجمعة 28 من ذو القعدة سنة 1118 هـ بعد الفجر بثلاث ساعات. ويقال إن عمره عند وفاته كان 91 سنة و17 يومًا وساعتين. وقد ذكرت مدة حكمه بأنها 50 سنة وشهرين و28 يومًا.

## الطبعة الأميرية
في عام 1918، قام السيد ظفر حسن من هيئة المسح الأثري في الهند بإتاحة الطبعة الأولى من الكتاب. لقد عثر على إشارة إلى الكتاب في كتاب "آثار السناديد" للسيد أحمد خان . ثم بدأ بالبحث عن مخطوطات الكتاب، وجمعها في نسخة مطبوعة.
وكانت المخطوطات الخمس التي استخدمها الحسن هي التالية:
1. نسخة مأكولة جزئيًا بواسطة الدودة، ولكنها كاملة. ويبدو أنها أقدم نسبيًا، لأنها لا تحتوي على وصف وفاة أورنجزيب. وهو مكتوب بأسلوب الخط النستعليق. ويرجع تاريخ اكتمال بنائه إلى السنة الأولى من حكم معز الدين علمجير الثاني. تم الحصول عليه من دلهي.
2. مكتوبة بخط النستعليق . يعود تاريخه إلى عام 1864 من فيكرام سامفات (1808-09). وقد تم تأليفها في مدينة جايبور ، في عهد جاغات سينغ الثاني ملك جايبور ، وهو تابع للإمبراطور المغولي أكبر الثاني . تم الحصول عليه من لكناو .
3. وهو مكتوب بخط النستعليق. سنة التأليف غير واضحة. تم الحصول عليه من مراد آباد .
4. وهو مكتوب بخط النستعليق. النسخة مأكولة بالديدان، ولكنها كاملة. لا يوجد تاريخ للنسخ. تم الحصول عليه من سردانا .
5. نسخة غير كاملة تنتهي بخلع الإمبراطور شاه جهان. الصفحات الثلاث الأولى مفقودة. مكتوبة بأسلوب شيكاستا. تم الحصول عليه من دلهي.

## روابط خارجية
- طبعة نقدية وترجمة وشرح لكتاب خلاصة التواريخ (2006) لشهباز أميل؛ تتضمن ترجمة إنجليزية جزئية
- خلاصة التواريخ (1918)، طبعة محمد ظفر حسن بصيغة PDF
- الهند في عهد أورنجزيب بقلم جادوناث ساركار؛ يتضمن ترجمات إنجليزية لأجزاء مختارة من خلاصة التواريخ
- طبعة نقدية لكتاب خلاصة التواريخ لإرشاد علم، باللغة الفارسية